# Dobri Djal
Dobri Djal of Dobri Dyal (Bulgaars: Добри дял) is een dorp in het noordoosten van Bulgarije. Het dorp is gelegen in de gemeente Ljaskovets in de oblast Veliko Tarnovo. Het dorp ligt hemelsbreed 17 km van de stad Veliko Tarnovo en 209 km ten noordoosten van de hoofdstad Sofia. 

## Bevolking
Op 31 december 2020 telde het dorp Dobri Djal 847 inwoners. Het aantal inwoners vertoont al vele jaren een dalende trend: in 1946 had het dorp nog 2.677 inwoners.
|  |

Van de 960 inwoners reageerden 948 op de optionele volkstelling van februari 2011. Van deze 948 ondervraagden identificeerden 650 personen zichzelf als etnische Bulgaren (68,6%). Verder werden er 144 Bulgaarse Turken (15,2%), 143 Roma (15,1%) en 11 ondefinieerbare personen (1,2%) geregistreerd.
| Etnische samenstelling van de respondenten (2011) | Etnische samenstelling van de respondenten (2011) | Etnische samenstelling van de respondenten (2011) | Etnische samenstelling van de respondenten (2011) | Etnische samenstelling van de respondenten (2011) |
| ------------------------------------------------- | ------------------------------------------------- | ------------------------------------------------- | ------------------------------------------------- | ------------------------------------------------- |
|                                                   |                                                   |                                                   |                                                   |                                                   |
| Bulgaren                                          | Bulgaren                                          |                                                   | 68,57%                                            | 68,57%                                            |
| Turken                                            | Turken                                            |                                                   | 15,19%                                            | 15,19%                                            |
| Roma                                              | Roma                                              |                                                   | 15,08%                                            | 15,08%                                            |
| Anders/Onbekend                                   | Anders/Onbekend                                   |                                                   | 1,16%                                             | 1,16%                                             |